# محمد علي الحلبي
محمد علي الحلبي (1937 - 2016 دمشق) سياسي سوري شغل منصب رئيس وزراء سوريا في الفترة من 27 آذار 1978 إلى 9 كانون الثاني 1980 في عهد الرئيس حافظ الأسد. كان قد شغل قبلها منصب رئيس مجلس الشعب السوري من عام 1973 وحتى عام 1978.

## الحياة المهنية
بعد الانتهاء من تدريبه في المعهد الوطني لتدريب المعلمين، درس محمد الفلسفة في جامعة دمشق. في عام 1955 أصبح مدرسًا في الجولان، ومن عام 1959 حتى عام 1964 كان يعمل مُدرِّسًا في الكويت. من 9 حزيران 1973 إلى 27 آذار 1978 كان رئيس مجلس الإدارة والمتحدث باسم المجلس الوطني.
شغل منصب رئيس وزراء سوريا من 27 آذار 1978 إلى 9 كانون الثاني 1980 تحت رئاسة حافظ الأسد.
في عام 1980 عقد حافظ الأسد وليونيد إيليتش بريجنيف اتفاقية تعاون؛ خلال فترة تولي محمد علي الحلبي لمنصب سفير الجمهورية العربية السورية في موسكو في الفترة من 1982 إلى 1990، كانت الاتفاقية نظام S-75 الدفاعي عن المجال الجوي السوري في الضمير وشنشار. تم تحسين هذا النظام بعد عملية البستان

## روابط خارجية
- رئاسة مجلس الوزراء نسخة محفوظة 29 نوفمبر 2014 على موقع واي باك مشين..
- صور لمحمد علي الحلبي

| المناصب السياسية        | المناصب السياسية                   | المناصب السياسية      |
| ----------------------- | ---------------------------------- | --------------------- |
| سبقه فهمي آل اليوسفي    | رئيس مجلس الشعب السوري 1973 - 1978 | تبعه محمود حديد       |
| سبقه عبد الرحمن خليفاوي | رئيس وزراء سوريا 1978–1980         | تبعه عبد الرؤوف الكسم |